# Leptacis obtusiceps
Leptacis obtusiceps (лат.) — вид платигастроидных наездников из семейства Platygastridae. Юго-Восточная Азия: Индонезия (остров Сулавеси). Название относится к притуплённой форме головы этого вида, она широко округлая и без гиперзатылочного киля.

## Описание
Мелкие перепончатокрылые насекомые (длина 1,0 мм). Отличаются следующими признаками: затылочный киль отсутствует; нотаули слабые, но почти полные; длина переднего крыла в 2,4 раза больше ширины, с краевыми ресничками в 0,15 раза больше ширины крыла; метасома заметно длиннее мезосомы. Основная окраска: тело чёрное, антенномеры А1-А6 и ноги желтоватые. Усики 10-члениковые. Внешне похож на L. latispinaиз Малайзии. Вид был впервые описан в 2008 году датским энтомологом Петером Булем (Peter Neerup Buhl, Дания).